# ویلیام پپرل
ویلیام پپرل (انگلیسی: William Pepperrell; ۲۷ ژوئن ۱۶۹۶ – ۶ ژوئیهٔ ۱۷۵۹) بازرگان و نظامی اهل ایالات متحده آمریکا بود.